# 希瑟·西尔斯
希瑟·西尔斯（英語：Heather Sears，1935年9月28日—1994年1月3日），女，肯辛頓人，英国演员。曾获得英国电影学院奖最佳女主角，并提名金球奖最佳女配角。